# Гибсов парадокс
Гибсов парадокс је парадокс у статистичкој физици односи се на парадокс да ентропија затвореног система расте и тиме се нарушава други закон термодинамике. Разрешење парадокса се састоји у томе да се честице истог гаса посматрају као неразличиве и тиме се при пермутацији две честице истог гаса стање система не мења.

## Формулација парадокса
Нека је суд преградом подељен на два дела тако да се у једном делу налази идеални гас са макростањем (T), а у другом делу идеалан гас (T), где је број честица у оба гаса велик. Температуре гасова ће бити једнаке, јер преграда не дозвољава само пролазак честица, а систем се у почетном стању налази у термодинамичкој равнотежи.
Почетне ентропије сваког од система су:
{\displaystyle S_{i}=N_{i}k\ln {V}+{\frac {3}{2}}N_{i}k(1+\ln {\frac {2\pi m_{i}kT}{h^{2}}}),}
a ентропија након уклањања преграде је:
{\displaystyle S=\sum _{i}S_{i}=\sum _{i}S_{i}N_{i}k\ln {V_{i}}+{\frac {3}{2}}N_{i}k(1+\ln {\frac {2\pi m_{i}kT}{h^{2}}}).}
Промена ентропије која је названа ентропија мешања је:
{\displaystyle \Delta S=S-S_{1}-S_{2}=k\left(N_{1}\ln {\frac {V_{1}+V_{2}}{V_{1}}}+N_{2}\ln {\frac {V_{1}+V_{2}}{V_{2}}}\right)>0.}
Ако је, додатно, и концентрација гасова једнака, те је:
{\displaystyle {\frac {N_{1}}{V_{1}}}={\frac {N_{2}}{V_{2}}}={\frac {N_{1}+N_{2}}{V_{1}+V_{2}}},}
добија се да је промена ентропије:
{\displaystyle \Delta S=k\left(N_{1}\ln {\frac {N_{1}+N_{2}}{N_{1}}}+N_{2}\ln {\frac {N_{1}+N_{2}}{N_{2}}}\right)>0.}
Овај резултат је логичан и очекиван ако су у питању различити гасови, јер уклањањем преграде долази до иреверзибилног процеса, те је очекиван пораст ентропије. Парадокс се јавља у случају када се на различитим странама суда налазе исти гасови (m_1 = m_2 = m) истих концентрација, јер се добија да је исто
{\displaystyle \Delta S>0,}
док, с друге стране, долази до реверзибилног процеса ако се уклони преграда из посуде у којој се на обе стране налази иста врста идеалног гаса исте концентрације, те је очекивана промена ентропије:
{\displaystyle \Delta S=0.}
Такође, ако се посматра суд у коме је исти гас исте концентрације подељен преградом на два дела, очекује се да је енропија система једнака збиру ентропија подсистема, што није случај ако је ентропија мешања већа од нуле. Због тога изгледа да ентропија затвореног система расте и тиме је нарушен други закон термодинамике.

## Разрешење парадокса
Решење парадокса се састоји у томе да се уведе неразличивост честица једног гаса. Тиме се добија да се при пермутацији две идентичне честице стање не мења. Пошто је посматрани гас са N једнаких честица, међу свим стањима система постоји N! идентичних стања. На тај начин, запремина фазног простора коју гас заузима треба да се подели са N!. Рачун се може поједноставити коришћењем Стирлингове апроксимације ln(N!) ≈ N ln(N) - N (пошто је N велико), те се добија да је општа формула за ентропију:
{\displaystyle S=kN\ln \left[\left({\frac {V}{N}}\right)\left({\frac {U}{N}}\right)^{\frac {3}{2}}\right]+kN\left({\frac {5}{2}}+{\frac {3}{2}}\ln {\frac {4\pi m}{3h^{2}}}\right).}
Коришћењем ове формуле за ентропију не долази до парадокса, јер се за случај када се у посуди на обе стране налази иста врста идеалног гаса исте концентрације, за промену ентропије добија:
{\displaystyle \Delta S=0.}